# 聖猶柏街 (滿地可)
45°30′57″N 73°33′35″W / 45.51583°N 73.55972°W
聖猶柏街（法語：rue Saint-Hubert）是加拿大魁北克省滿地可的一條的南北向街道，貫穿滿地可島。
部分街區為戶外廣場，稱為聖猶柏廣場。該段行人路上方有玻璃頂遮風擋雨。